# Mirosław Wróbel
Mirosław Stanisław Wróbel (ur. 18 lipca 1966 w Kędzierzynie-Koźlu) – polski duchowny katolicki, kanonik honorowy, członek rady kapłańskiej oraz Rady Konsultorów archidiecezji lubelskiej, profesor nauk teologicznych, tłumacz Biblii Aramejskiej, profesor zwyczajny w Instytucie Nauk Biblijnych na Katedrze Filologii Biblijnej i Literatury Międzytestamentalnej Katolickiego Uniwersytetu Lubelskiego Jana Pawła II.

## Życiorys
W kwietniu 1991 ukończył magisterskie studia filozoficzno-teologiczne w Wyższym Seminarium Duchownym w Lublinie na Wydziale Teologii KUL i uzyskał tytuł magistra teologii na podstawie rozprawy pt. Noogeneza w twórczości Juliusza Słowackiego, napisanej pod kierunkiem ks. prof. dra hab. Czesława Stanisława Bartnika. 18 maja 1991 przyjął święcenia kapłańskie. W 1994 uzyskał licencjat z teologii biblijnej na KUL, a w 1998 z nauk biblijnych w Papieskim Instytucie Biblijnym w Rzymie. Doktorat obronił w 1999 z teologii biblijnej na KUL po obronie pracy pt. Aposynagōgos - ekskomunika judeochrześcijan z synagogi (J 9:22; 12:42; 16:2), napisanej pod kierunkiem prof. dra hab. Hugolina Langkammera, natomiast w 2003 z nauk biblijnych na École Biblique w Jerozolimie po obronie pracy pt. Who are the father and his children in Jn 8:44? The literary, historical and theological analysis of Jn 8:44 and its context, napisanej pod kierunkiem prof. Luca Devillersa. Habilitował się w 2005 na podstawie rozprawy Antyjudaizm a Ewangelia według św. Jana. Nowe spojrzenie na relację czwartej Ewangelii do judaizmu. 2 kwietnia 2015 r. prezydent Rzeczypospolitej Polskiej nadał mu tytuł profesora nauk teologicznych.
Specjalizuje się w biblistyce. Jest badaczem literatury targumicznej i rabinicznej. Od 2006 pełni funkcję kierownika Katedry Literatury Międzytestamentalnej i Nauk Pomocniczych Biblistyki w Instytucie Nauk Biblijnych Katolickiego Uniwersytetu Lubelskiego Jana Pawła II. W roku 2014 ukazało się nakładem Wydawnictwa „Gaudium” w jego przekładzie na język polski tłumaczenie Księgi Rodzaju z Targum Jeruszalmi II pt. Biblia Aramejska. Targum Neofiti 1. Księga Rodzaju. Jest to pierwszy tom serii Biblia Aramejska - tłumaczenia i wydania krytycznego Targum Neofiti. We współpracy z Civitas Christiana przewodniczy zespołowi przygotowującemu pytania egzaminacyjne na Ogólnopolski Konkurs Biblijny oraz komisji egzaminacyjnej podczas finału konkursu. Od 2003 jest również przewodnikiem po ziemiach biblijnych (Izrael, Egipt, Jordania, Turcja, Grecja).
7 marca 2016, w czasie promocji drugiego tomu Biblii Aramejskiej, otrzymał Medal Prezydenta Miasta Lublina. Uzasadniając przyznanie nagrody prezydent Lublina Krzysztof Żuk powiedział Czuję się zobowiązany do tego, żeby dziękować i honorować wybitne postaci naszego miasta i naszych uniwersytetów, w uznaniu za wybitny dorobek naukowy, wieloletnią pracę dydaktyczną, jak i pełną zaangażowania pracę duszpasterską. Chciałbym ten medal przekazać, jako wyraz szacunku od mieszkańców Lublina.
11 października 2021 został odznaczony Srebrnym Krzyżem Zasługi za zasługi w działalności na rzecz rozwoju nauki.

### Monografie
- Synagoga a rodzący się Kościół. Studium egzegetyczno-teologiczne Czwartej Ewangelii (J 9,22; 12,42; 16,2), Verbum. Instytut Teologii Biblijnej, Kielce 2002.
- Antyjudaizm, a Ewangelia według św. Jana. Nowe spojrzenie na relację czwartej Ewangelii do judaizmu, Wydawnictwo KUL, Lublin 2005.
- Who are the father and his children in Jn 8:44? The literary, historical and theological analysis of Jn 8:44 and its context, Gabalda et Cie, Paris 2005.
- Studia z Ewangelii Janowej, Biblos, Tarnów 2009.
- Jezus i Jego wyznawcy w Talmudzie. Analiza tekstologiczna, historyczna i socjologiczna, Wydawnictwo KUL, Lublin 2013.

### Książki o charakterze pastoralnym i duchowym
- Chwalebna Pasja. Z Jezusem na jerozolimskim szlaku męki ku zmartwychwstaniu, Królowa Pokoju, Kraków 2004.
- Biblijna droga krzyżowa, Gaudium, Lublin 2013.
- Biblijne tajemnice różańca, Gaudium, Lublin 2013.
- Biblijna droga światła, Gaudium, Lublin 2015.
- Miłosierni jak Ojciec. Rozważania biblijne, Gaudium, Lublin 2016.

### Przekłady
- Targum Neofiti 1. Księga Rodzaju. Tekst aramejski – przekład – aparat krytyczny – przypisy seria Biblia Aramejska, Gaudium, Lublin 2014.
- Targum Neofiti 1. Księga Wyjścia. Tekst aramejski – przekład – aparat krytyczny – przypisy seria Biblia Aramejska, Gaudium, Lublin 2017.

### Artykuły
- Biblia aramejska - perła współczesnej światowej kultury, s. 50-51, w: "Przegląd Uniwersytecki" KUL, nr 3 (149), maj-czerwiec 2014 PL ISSN 0866-9961

### Wywiady
- ks. Mateusz Targoński, Z miłości do Biblii i Piątej Ewangelii, s. 42-44, w: "Przegląd Uniwersytecki" KUL, nr 3 (167), maj-czerwiec 2017 PL ISSN 0866-9961